# (100268) Rosenthal
(100268) Rosenthal – planetoida z pasa głównego asteroid okrążająca Słońce w ciągu 3 lat i 297 dni w średniej odległości 2,44 j.a. Została odkryta 5 października 1994 roku w Obserwatorium Karla Schwarzschilda w Tautenburgu przez Freimuta Börngena.
Nazwa planetoidy pochodzi od Hansa Rosenthala (1925–1987), który przeżył II wojnę światową w Berlinie jako Żyd ukryty przez trzy odważne kobiety. Po wojnie był lubianym prezenterem radiowym i telewizyjnym. Został też członkiem Rady Żydów w Niemczech.